# Алексей, Николай Пантелеймонович
Николай Пантелеймонович Алексей (рум. Nicolae Alexei; род. 9 августа 1948, с. Реча, Страшенский район, Молдавская ССР, СССР) — молдавский политический деятель и генерал-майор полиции.

## Биография
Родился в селе Реча Страшенского района. Окончил факультет права Государственного университета Молдовы. Впоследствии получает научное звание доктора юридических наук.
В 1990 году стал депутатом Парламента Республики Молдова XII созыва (Первого Парламента).
7 апреля 1997 года Николай Алексей был назначен начальником Департамента по борьбе с организованной преступностью и коррупцией, созданной при министерстве внутренних дел Республики Молдова. 20 мая 1998 года президент Республики Молдова Пётр Лучинский издал указ о присвоении специального звания генерал-майора полиции Николаю Алексею. Позже Генерал Алексей был уволен с занимаемой должности указом экс-министра внутренних дел Виктором Катаном за обвинения в превышении служебных полномочий и за обвинения в нелегальной продажи товаров, арестованных ДБОПК, которые являлись вещественными доказательствами в разных судебных процессах.
29 декабря 1999 года Правительство приняло Постановление о восстановлении генерала-майора полиции Николая Алексея в органах внутренних дел. 5 января 2000 года начальник Департамента по борьбе с организованной преступностью и коррупцией генерал Алексей был назначен первым заместителем министра внутренних дел Республики Молдова. 8 ноября 2000 года был временно отстранён от исполнения своих должностных обязанностей.
На парламентских выборах 2001 года баллотировался в Парламент по спискам Христианско-демократической народной партии и прошёл в Парламент. Был освобождён от должности первого заместителя министра внутренних дел, начальника Департамента по борьбе с организованной преступностью и коррупцией 18 мая 2001 года в связи с получением депутатского мандата.
В июле 2001 года Парламент проголосовал в отношении лишения депутатской неприкосновенности у генерала Алексея и возобновить уголовные дела, заведённые в его отношении. Сам генерал Алексей отрицал обвинения в его адрес, утверждая, что все уголовные дела являются попытками политической мести. 23 января 2004 года Высшая судебная палата приговорила депутата фракции ХДНП Николая Алексея к пяти годам лишения свободы условно с лишением права занимать ответственные должности в течение трёх лет за злоупотребление служебным положением в период пребывания в должности начальника Департамента по борьбе с организованной преступностью и коррупцией.
На 2-м съезде Партии Социал-Экономической Справедливости Молдовы генерал-майор полиции Николай Алексей возглавил партию.
На парламентских выборах 2005 года баллотировался в Парламент по спискам Партии Социал-Экономической Справедливости Молдовы и в Парламент не прошёл.
19 октября 2005 года был назначен начальником Государственной экологической инспекции. 21 ноября 2007 года был освобождён от должности.
На парламентских выборах апреля 2009 года баллотировался в Парламент по спискам Центристского союза Молдовы и в Парламент не прошёл.

#### Парламентские выборы 2021 года
1 июня 2021 года «Партия Закона и Справедливости» подала документы для регистрации участия в досрочных парламентских выборах 11 июля 2021 года в ЦИК. В списке партии, во главе с Марианой Дурлештяну, генерал Николай Алексей занял второе место, а Алексей Бусуйок занял третье место.

## Награды
- Орден Республики (2012)